# ميشيل براون
ميشيل براون (بالإسبانية: Michel Brown)‏ وإسمه الحقيقي ميسايل بروفارنيك بيغيل (بالإسبانية: Michel Brown)‏ في يوم (10 جوان 1976 في بوينس آيرس عاصمة الأرجنتين)٬ وهو ممثل ومغني أرجنتيني٬ أصبح براون واحد من أكثر الممثلين شهرة في أمريكا اللاتينية بعد نجوميته الشعبية الواسعة بدور فرانكو رييس في مسلسل آلام خفية.

## الأعمال
- آلام خفية
- الفيزياء أو الكيمياء

## روابط خارجية
- ميشيل براون على موقع IMDb (الإنجليزية)
- ميشيل براون على موقع ألو سيني (الفرنسية)
- ميشيل براون على موقع أول موفي (الإنجليزية)
- ميشيل براون على موقع قاعدة بيانات الفيلم (الإنجليزية)
- ميشيل براون على موقع كينوبويسك (الروسية)